# Карлссон, Стен
Стен Карлссон (швед. Sten Carlsson, 14 декабря 1917, Уппсала — 5 августа 1989, там же) — шведский историк, редактор, педагог, профессор истории Уппсальского университета (1956—1983), доктор наук. Член Шведской королевской академии словесности.

## Биография
Родился в Уппсале, в семье историка Готфрида Карлссона. Брат Арвида Карлссона (1923—2018), лауреата Нобелевской премии по физиологии и медицине.
Выпускник Уппсальского университета, там же в 1944 году стал доктором наук.
В 1956—1983 годах работал профессором в своей альма матер.
Внёс значительный вклад в изучение истории шведской внешней политики XVIII — начала XIX века, социальной истории Швеции (проблемы распада сословного общества, социальной стратификации, положения крестьянства и женщин), а также в развитие международного сотрудничества историков.
Автор 2-го тома университетского учебника по истории Швеции, редактор и автор многотомной «Шведской истории» (неоднократно переиздавались в 1960—1980-х годах).

## Избранные труды
- Gustaf IV Adolfs fall. (1944)
- Gustaf IV Adolf. En Biografi. (1946)
- Ståndssamhälle och ståndspersoner 1700—1865 (1949)
- Svensk ståndscirkulation. 1680—1950. (1950)
- Mellan Bolmen och Holaveden (1951)
- Lantmannapolitiken och industrialismen (1954)
- Svensk historia (1961)
- Den svenska historien (del 1-10, 1961-68)
- Byråkrati och borgarstånd under frihetstiden (1963)
- Den sociala omgrupperingen i Sverige efter 1866 (1966)
- Ståndssamhälle och stândpersoner, 1700—1865. 2. uppl. (1973)
- Fröknar, mamseller, jungfrur och pigor. (1977)
- Anderstorp (1980)